# باستان‌شناسی پسااستعماری
باستان‌شناسی پسااستعماری (به انگلیسی: Post-colonial Archaeology)  یا باستان‌شناسی سلطه‌گری (به انگلیسی: Hegemonic Archaeology) دانشی میان‌رشته‌ای است که استفاده استعماری و سلطه‌گرانه از داده‌های مادی و فرهنگی جوامع بشری را بررسی می‌کند. باستان‌شناسی پسااستعماری همچون ادبیات پسااستعماری تکیه بر مفاهیم فرادستی دارد و به پیامدهای استعمار و سلطه‌گری واکنش نشان می‌دهد. همچنین در این دانش، مفاهیم نژادپرستانه و جعل و تقلب در تاریخ و باستان‌شناسی (تا جایی که به سلطه‌گری و استعمار مربوط است) بررسی می‌شود.
در این شاخه باستان‌شناسی به پرسش‌هایی از این قبیل پرداخته می‌شود که باستان‌شناسی و سیاست چگونه در تعامل با یکدیگر هستند و مطالعات پسااستعماری و اومانیستی چگونه به درک این روابط یاری می‌رسانند؟ کاوش‌های باستان‌شناختی چگونه با هدف هژمونی سیاسی و آسیمیلاسیون فرهنگی تحلیل و تفسیر می‌شوند؟ 
یکی از مهم‌ترین آثار این رشته، کتاب «دروغی که بزرگ شد: جعل فرهنگ شرق نزدیک باستان» (The Lie Became Great: The Forgery of Ancient Near Eastern Cultures) از اسکار وایت موسکارلا باستان‌شناس آمریکایی و موزه‌دار موزه متروپولیتن در نیویورک است. این کتاب هنوز به زبان فارسی منتشر نشده‌است.